# Smać (Prizren)
Pour l’article homonyme, voir Smać (Đakovica).
Smaç en albanais et Smać en serbe latin (en serbe cyrillique : Смаћ) est une localité du Kosovo située dans la commune/municipalité de Prizren et dans le district de Prizren/Prizren. Selon le recensement kosovar de 2011, elle compte 375 habitants.
Le village est également connu sous le nom de Smaçë.

## Démographie

### Évolution historique de la population dans la localité
| 1948 | 1953 | 1961 | 1971 | 1981 | 1991 | 2011 |
| ---- | ---- | ---- | ---- | ---- | ---- | ---- |
| 340  | 410  | 552  | 568  | 536  | 504  | 375  |

|  |

### Répartition de la population par nationalités (2011)
En 2011, les Albanais représentaient 99,73 % de la population.